# Margaret Burbidge

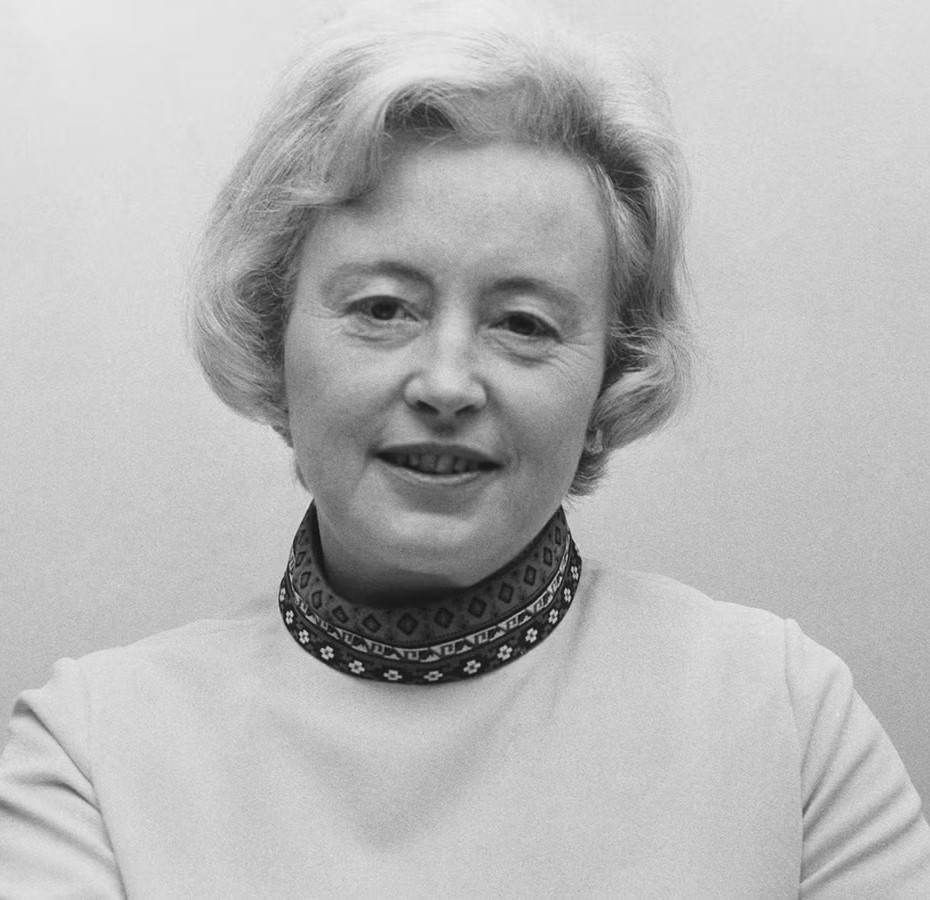
Margaret Burbidge (1971)

Margaret Burbidge (* 12. August 1919 als Eleanor Margaret Peachey in Davenport, Greater Manchester; † 5. April 2020 in San Francisco, Kalifornien) war eine US-amerikanische Astrophysikerin britischer Herkunft. Sie war die erste Direktorin des Royal Greenwich Observatory und leistete unter anderem bedeutende Forschungsbeiträge über Quasare, Masse und Rotation von Galaxien und die stellare Kernfusion. Zusammen mit ihrem Ehemann Geoffrey Burbidge sowie William Alfred Fowler und Fred Hoyle verfasste sie 1957 das B2FH-Paper zur Entstehung der schweren Elemente durch Kernfusion in den Sternen (Nukleosynthese).

## Leben und Wirken

### Kindheit und Ausbildung (1919–1939)
Margaret Burbidge wurde am 12. August 1919 als Tochter von Marjorie Stott Peachey und Stanley John Peachey im englischen Davenport geboren. Ihr Vater war Chemiker und lehrte an der Manchester School of Technology, ihre Mutter war seine Studentin, die er 1916 heiratete. Um 1921 zog die Familie nach London, wo Stanley Peachey ein eigenes Labor eröffnete. Er arbeitete inzwischen in der Industriechemie und verkaufte ein lukratives Patent, das später den Lebensunterhalt der Peacheys sicherte, nachdem er krank wurde und schließlich verstarb, als Burbidge 17 Jahre alt war. Die Familie, zu der neben Burbidge noch eine jüngere Schwester gehörte, lebte in relativem Wohlstand in einem Haus in Hampstead. Zunächst besuchte Burbidge verschiedene Privatschulen, zuletzt die Francis Holland School for Girls. Ab 1936 studierte sie am University College London (UCL), wo sie Astronomie als Hauptfach und Mathematik als Nebenfach wählte. Sie nahm unter anderem Vorlesungen bei dem Dozenten für Astronomie Christopher Clive Langton Gregory (1892–1964), welcher außerdem Direktor und Initiator des University of London Observatory (ULO) war, dem Observatorium des UCL in Mill Hill im Stadtbezirk London Borough of Barnet. 1939 erlangte Burbidge den Bachelor of Science.

### University of London Observatory (1939–1950)
Nach Beginn des Zweiten Weltkriegs arbeitete sie einige Wochen bei den Air Raid Wardens, Mitarbeitern des Londoner Luftschutzes. Da Hampstead stark bombardiert wurde, verließ Burbidge ihr Elternhaus und zog nach Mill Hill in Gregorys Haushalt. Er unterbreitete ihr ein Jobangebot für das ULO, dessen Astronomen und Techniker zu dieser Zeit Kriegsdienst leisteten. Burbidge übernahm die Wartung und Überwachung des Equipments des Observatoriums, während sie gleichzeitig den Spektrografen und das Spiegelteleskop nutzen konnte, um sich auf ihre Promotion vorzubereiten. Dazu erforschte sie die Physik der Be-Sterne am Beispiel des Gamma Cassiopeiae. Nach Rückkehr der Belegschaft arbeitete Burbidge als zweite Assistentin weiter. 1943 erlangte sie den PhD. Im Jahr zuvor hatte sie einen Teil ihrer Dissertation in der Schrift Some recent changes in the spectrum of gamma Cassiopiae publiziert, ein Teil blieb kriegsbedingt unveröffentlicht. Auch konnte sie vor ihrer Promotion keine weiteren Vorlesungen mehr hören, belegte aber 1947 auf Gregorys Vorschlag hin einige der versäumten Kurse an der UCL. Dabei lernte sie Geoffrey Burbidge kennen, der die gleichen Kurse besuchte, um sich auf seine Promotion in Physik vorzubereiten. Sie heirateten am 2. April 1948.
Nach der Hochzeit traten sie der International Astronomical Union (IAU) bei und nahmen im Sommer 1948 an deren ersten Nachkriegs-Versammlung in Zürich teil. Dort traf Burbidge Otto von Struve, der ihr empfahl, mit einem IAU-Stipendium in die USA zu gehen, da ihr dort bessere Teleskope und Instrumente zur Verfügung stehen würden – ein Wunsch, den sie schon seit längerer Zeit hegte. Zunächst versuchte sie jedoch, diesen in Europa zu verwirklichen. So forschten die Burbidges im folgenden Jahr für einige Wochen am Observatoire de Haute-Provence in Frankreich, wo es ein größeres Teleskop und bessere Bedingungen für die Observation gab. Danach besuchten sie das Institut d’Astrophysique de Paris, um den dortigen Mikro-Photometer für Spektralaufzeichnungen zu nutzen. In Paris schlossen sie Freundschaft mit Fred Hoyle, der später zu einem wichtigen Partner bei ihren Forschungen werden sollte. Im Vorfeld der Frankreichreise hatte die Royal Society ihren Antrag auf einen Kostenzuschuss mit der Begründung abgelehnt, die astronomischen Anlagen im Vereinigten Königreich würden ausreichen. Durch diese und ähnliche Erfahrungen wurden die Ausreisepläne der Burbidges konkreter, wobei Margaret Burbidge das Yerkes-Observatorium präferierte, da Struve dort Direktor war und es keine Vorbehalte gegen weibliche Wissenschaftler gab. Auch als Struve an die University of California in Berkeley wechselte, hielt sie an ihren Plänen fest. Von 1948 bis 1950 war Margaret Burbidge stellvertretende, im Folgejahr dann geschäftsführende Direktorin des University of London Observatory. Sie übernahm damit Gregorys Aufgaben, der zuvor gekündigt hatte, da der neu geschaffene Lehrstuhl für Astronomie mit jemand anderem besetzt worden war. Schließlich wurde auch Burbidges Direktoren-Stelle anderweitig vergeben.

### Yerkes-Observatorium (1951–1953)
1951 fuhren die Burbidges auf der Queen Mary mit einem Zwei-Jahres-Visum in die Vereinigten Staaten. In New York angekommen, trennten sich zunächst ihre Wege: Margaret Burbidge hatte ein Forschungsstipendium der IAU für das Yerkes-Observatorium in Wisconsin, während ihr Mann nach Harvard ging. Burbidge fand im Haushalt von George Van Biesbroeck Unterkunft. Sie forschte bei William Albert Hiltner und William Wilson Morgan, der die spiralförmige Struktur der Milchstraße untersuchte. Neben ihren Forschungen in Yerkes erhielt Burbidge die Möglichkeit, das Otto-Struve-Teleskop im McDonald-Observatorium zu nutzen. Nachdem sie 1952 kurzzeitig bei ihrem Mann in Harvard lebte, kehrten die beiden nach Auslauf seines Stipendiums als Wissenschaftliche Assistenten (Post-Doktoranden) nach Yerkes zurück. Dort arbeitete Burbidge erneut für Morgan und erforschte unter anderem den Be-Stern Chi Ophiuchi. Von 1951 bis 1953 veröffentlichten sie und ihr Mann einige Schriften zu Fragestellungen der Spektroskopie. Auf einer Konferenz, auf der Gerard Peter Kuiper und Harold C. Urey über die Häufigkeit der Elemente sprachen, wurde Burbidges Interesse an neuen Themen geweckt, wie die Entstehung der Elemente und die Evolution von Sternen. 1953 besuchte das Paar die Michigan Summer School, wo sie bei dem Astronomen Allan Sandage wohnten und mit ihm Freundschaft schlossen. Da ihr Visum abgelaufen war, kehrten sie anschließend nach Europa zurück.

### Cambridge (1953–1955)
Sie bezogen ein Apartment in Cambridge, das sich in der Nähe des Cavendish-Laboratoriums befand. Dort übernahm Geoffrey Burbidge eine Position in der Radioastronomie-Forschungsgruppe von Martin Ryle. Margaret Burbidge hatte zu dieser Zeit keine Anstellung. Sie beschäftigte sich unter anderem mit Mikro-Photometer-Spektralaufzeichnungen aus Yerkes und McDonald und nutzte dafür Instrumente der Observatorien an der Madingley Road. Im Herbst 1954 lernten die Burbidges William Alfred Fowler kennen. Von 1954 bis 1955 arbeiteten sie gemeinsam mit ihm und Fred Hoyle, der sich ebenfalls in Cambridge aufhielt, an einer Theorie über die Entstehung der leichten Elemente durch Nukleosynthese, die sie 1957 unter dem Titel Synthesis of the Elements in Stars in der Zeitschrift Reviews of Modern Physics der American Physical Society veröffentlichten. Dieser richtungsweisende Artikel wurde später nach seinen Autoren als B2FH-Paper bezeichnet und häufig zitiert.

### California Institute of Technology (1955–1957)
1955 reisten die Burbidges erneut in die Vereinigten Staaten, dieses Mal mit einem Visum, das auf Immigration abzielte. Sie arbeiteten auch die folgenden zwei Jahre an der B2FH-Theorie, traten aber gleichzeitig neue Stellen an. Geoffrey Burbidge ging mit einem Forschungsstipendium (Carnegie Fellowship) an das Mount-Wilson-Observatorium. Das gleiche Stipendium war zuvor Margaret verweigert worden, da es nur an Männer vergeben wurde und es Frauen verboten war, am Observatorium zu arbeiten. Sie trat stattdessen im nahe gelegenen Pasadena eine Teilzeitstelle im Kellogg Radiation Laboratory am California Institute of Technology (Caltech) an, wo auch Fowler tätig war. Auf Druck von Allan Sandage und Caltech wurde es ihr jedoch erlaubt, mit ihrem Mann in einem Cottage am Mount Wilson zu wohnen und das Observatorium für ihre astronomischen Beobachtungen zu nutzen. Sie erforschten dort den Zusammenhang zwischen der Häufigkeit der Elemente und dem Alter von Sternen, indem sie A-Sterne mit geringer Metallizität beobachteten. Ein weiteres Projekt war die Untersuchung von Bariumsternen. Durch ihr erhöhtes Einkommen hatte sich die finanzielle Situation der Burbidges in Pasadena wesentlich verbessert. Im November wurde Burbidge schwanger und so beendeten sie im Frühjahr 1956 die praktischen Arbeiten im Observatorium und wandten sich der Spektralanalyse zu. Im gleichen Jahr kam ihre Tochter Sarah zur Welt. Danach mieteten sie ein Haus unweit von Caltech und knüpften freundschaftliche Kontakte zu Walter Baade, der in der Nähe wohnte und auch auf ihre weitere wissenschaftliche Arbeit Einfluss nahm.

### Yerkes-Observatorium (1957–1962)
1957 standen die Burbidges erneut an einem beruflichen Scheideweg. Roger Revelle, der in La Jolla zu dieser Zeit den neuen Campus der University of California, San Diego aufbaute, unterbreitete beiden Jobangebote. Dies hätte neben der Doppelanstellung und dem damit verbundenen höheren Einkommen den Vorteil gehabt, dass sie in der Nähe Fowlers geblieben wären. Für ihre astronomischen Beobachtungen wären sie jedoch weiterhin an die Restriktionen des Mount-Wilson-Observatoriums gebunden gewesen. Stattdessen beschlossen sie daher, wieder nach Yerkes zu gehen, wo Geoffrey Burbidge eine Position als Associate Professor angeboten worden war und sie das McDonald-Observatorium nutzen konnten. Zwar verbot eine Vorschrift gegen Nepotismus, dass beide gleichzeitig dort eine bezahlte Stelle antraten. Aber Margaret Burbidge wurde durch Vermittlung von Hiltner ein Stipendium gewährt, so dass sie ihr finanzielles Auskommen hatten. In Yerkes wandten sie sich der Erforschung von Galaxien zu, insbesondere Centaurus A und veröffentlichten mehrere Schriften darüber.
Die Burbidges blieben bis 1962 in Yerkes, wobei sie die Sommer häufig in Pasadena verbrachten und ihre Forschungen fortsetzten. So nutzen sie unter anderem das Koordinatenmessgerät von Rudolph Minkowski für die Analyse ihrer Galaxiespektren. Neben Minkowski arbeiten sie dort mit Walter Baade, Allan Sandage und Milton Lasell Humason zusammen. Sie besuchten außerdem Freunde der Familie, wie die Astronomin Henrietta Hill Swope und Grace Hubble, Witwe von Edwin Hubble.

### University of California, San Diego (ab 1962)
Von 1962 bis 1964 arbeitete Margaret Burbidge in der astronomischen Forschung an der University of California, San Diego (UCSD) und hatte dort anschließend eine Astronomie-Professur inne. 1972 unterbrach Burbidge diese Tätigkeit, um ein Jahr lang das Royal Greenwich Observatory zu leiten. Im Gegensatz zu männlichen Direktoren wurde ihr nicht gleichzeitig der Ehrentitel eines Astronomer Royal verliehen, was Burbidge als Diskriminierung wertete. Aus dem gleichen Grund lehnte sie 1972 den Annie-Jump-Cannon-Preis für Astronomie der American Astronomical Society (AAS) ab, der nur an Frauen verliehen wird. In der Folge richtete die AAS ein ständiges Komitee ein, das sich mit dem Status von Frauen in der Astronomie beschäftigte. 1976 wurde Burbidge für zwei Jahre Präsidentin der AAS.
1977 nahm Burbidge die amerikanische Staatsbürgerschaft an. 1979 bis 1988 leitete sie das Center for Astrophysics and Space Sciences am UCSD. Dort war sie an der Entwicklung der Instrumente des Hubble-Weltraumteleskops beteiligt. 1983 war sie Direktorin der American Association for the Advancement of Science.
Ab 1990 war Margaret Burbidge Professor emeritus für Physik an der University of California in San Diego und weiterhin aktiv in der Forschung tätig.
Geoffrey Burbidge starb am 26. Januar 2010 in San Diego. Margaret Burbidge starb am 5. April 2020 im Alter von 100 Jahren in ihrer Wohnung in San Francisco an den Folgen eines Sturzes.

## Ehrungen
- 1959 Helen-B.-Warner-Preis[7]
- 1964 wurde Burbidge in die Royal Society aufgenommen.
- 1969 wurde Burbidge in die American Academy of Arts and Sciences gewählt.[8]
- 1977 Karl G. Jansky Lectureship des National Radio Astronomy Observatory[9]
- 1978 Mitglied der National Academy of Sciences
- 1980 Mitglied der American Philosophical Society[10]
- 1982 Bruce Medal[7]
- 1983 National Medal of Science[11]
- 1984 Henry Norris Russell Lectureship[7]
- 1987 Medaille de L’Adion des Observatoire de Nice[12]
- 1988 Albert Einstein World Award of Science des World Cultural Council[7]
- 1993 wurde der 1960 entdeckte Asteroid (5490) Burbidge nach ihr benannt.[2][13]
- 2005 Goldmedaille der Royal Astronomical Society[4]

## Schriften
- mit Geoffrey R. Burbidge, William Alfred Fowler, Fred Hoyle: Synthesis of the elements in stars. Reviews of Modern Physics 29, 547–650, 1957 (online; PDF; 1,5 MB).
- mit Geoffrey R. Burbidge: Quasi-stellar objects. W.H. Freeman San Francisco 1967.
- mit R. P. Sinha, T. Velusamy: Lectures on radio galaxies and quasi-stellar objects. Tata Institute of Fundamental Research, Bombay 1968.
- mit Geoffrey R. Burbidge: The masses of galaxies. University of California, San Diego 1975.
- mit Judith J. Perry, Geoffrey R. Burbidge: Absorption in the spectra of quasi stellar objects and BL lac objects. Max-Planck-Institut für Physik und Astrophysik, München 1978.
- AO 0235+164 and surrounding field: surprising HST results. in der Reihe NASA contractor report, National Aeronautics and Space Administration Washington, DC 1996.